# Menhir de Steudten
Le menhir de Steudten (en allemand : menhir von Steudten), connu également sous le nom de « Menhir Huthübel », est un mégalithe datant du Néolithique situé près de la commune de Stauchitz, en Saxe (Allemagne).

## Situation
Le menhir est situé à environ cinq kilomètres au sud de Stauchitz, à Steudten (un Ortsteil de Stauchitz), à proximité des routes Zum Spitzen et Zum Huthübel qui relient Zschochau à Steudten ; il se dresse sur une petite colline appelée Huthübel.

## Description
Il s'agit d'un monolithe constitué de porphyre mesurant 1,85 m de hauteur pour une largeur maximale de 0,75 m et une profondeur de 59 cm.

## Histoire
Selon une légende locale, le duc Henri Ier de Saxe aurait dirigé en 928/929, le siège de Gana (de), une forteresse slave, depuis le menhir de Steudten.